# Capurodendron
Genre
Classification phylogénétique
Capurodendron est un genre de plantes à fleurs de la famille des Sapotaceae, comptant une vingtaine d'espèces d'arbres originaires d'Afrique.

## Liste d'espèces
- Capurodendron androyense
- Capurodendron ankaranense
- Capurodendron antongiliense
- Capurodendron apollonioides
- Capurodendron bakeri
- Capurodendron madagascarensis

## Description
Ce sont des arbres.

## Répartition
Les espèces sont originaires d'Afrique.